# Pallacanestro Varese 1981-1982
Nel Campionato 1981-82 la Pallacanestro Varese abbandona lo sponsor Turisanda per affiancare il proprio nome a quello di un'azienda varesina; la Cagiva della famiglia Castiglioni. Il nuovo presidente è l'ex cestista della Ignis, Antonio Bulgheroni, che riesce, con l'ausilio di Giancarlo Gualco, a riformare la società dopo la profonda crisi seguita all'uscita dell'anno precedente di Guido Borghi dall'assetto dirigenziale.
Il rinnovo della rosa giocatori è radicale; Bob Morse si trasferisce in Francia, all'Antibes, Dino Meneghin è alla Billy Milano, Mauro Salvaneschi cessa l'attività. La nuova formazione compete per una posizione di centro classifica, e il 25 novembre 1981 la dirigenza decide l'allontanamento del tecnico, Elio Pentassuglia, sostituito dall'ex giocatore Giuseppe Gergati e dallo statunitense Richard Percudani.
In campionato la Cagiva Varese si classifica, al termine dei Play-off, in decima posizione.
In Coppa Korać la squadra non si qualifica alla seconda fase.

## Rosa 1981/82
- Gianluca Pol
- Dino Boselli
- Luigi Mentasti
- Fabrizio Della Fiori
- Stefano Maguolo
- Alberto Mottini
- Alberto Prina
- Frank Brickowski
- Francesco Vescovi
- Danilo Giani
- Nello Guidotti
- Massimo Rossi
- Giuseppe Gergati
- Massimo Ferraiuolo
- Tim Bassett
- Allenatore:
  -  Elio Pentassuglia

sostituito il 1º dicembre 1981 da
- -  Giuseppe Gergati
  -  Richard Percudani

## Statistiche
| COMPETIZIONE        | GIOCATE | VINTE | PERSE | F    | S    | PIAZZAMENTO |  |
| CAMPIONATO completo | 35      | 17    | 18    | 2778 | 2746 | 10          |  |
| TORNEI E AMICHEVOLI | 29      | 21    | 8     | 2537 | 2415 | -           |  |
| COPPA KORAC         | 6       | 2     | 4     | 499  | 535  | PRIMA FASE  |  |

## Fonti
- "Pallacanestro Varese 50 anni con voi" di Augusto Ossola
- Lega Basket, su 195.56.77.208. URL consultato il 22 febbraio 2011 (archiviato dall'url originale l'11 febbraio 2012).